# Экстезерь (Вагайский район)
Экстезерь — деревня в Вагайском районе Тюменской области, входит в состав Касьяновского сельского поселения.

## География
Деревня находится на берегу реки Иртыш. 

### Часовой пояс
Село Деревня Экстезерь, как и вся Тюменская область, находится в часовой зоне МСК+2. Смещение применяемого времени относительно UTC составляет +5:00.

## Население
| 2010 |
| ---- |
| 26   |

## Инфраструктура
Около деревни находится паромная переплава через реку Иртыш.